# Leptospermum multicaule
Leptospermum multicaule är en myrtenväxtart som beskrevs av Allan Cunningham. Leptospermum multicaule ingår i släktet Leptospermum och familjen myrtenväxter. Inga underarter finns listade i Catalogue of Life.